# 4574 Yoshinaka
4574 Yoshinaka este un asteroid din centura principală, descoperit pe 20 decembrie 1986 de Tsuneo Niijima și Takeshi Urata.